# Mixacarus lawariensis
Mixacarus lawariensis är en kvalsterart som först beskrevs av Hammer 1977.  Mixacarus lawariensis ingår i släktet Mixacarus och familjen Lohmanniidae. Inga underarter finns listade i Catalogue of Life.